# Musée d'Art moderne d'Oran
Le musée d'Art moderne d’Oran (MAMO) est un musée d'art moderne et contemporain inauguré en 2017, situé à Oran dans l'ouest algérien. C'est le deuxième musée consacré à l'art moderne ouvert en Algérie après celui d'Alger. Sa mission consiste principalement à faire connaître, promouvoir et conserver l'art moderne algérien tout en assurant une présence de l'art contemporain international. Depuis son ouverture en 2017, le musée a présenté plusieurs expositions temporaires.

## Histoire

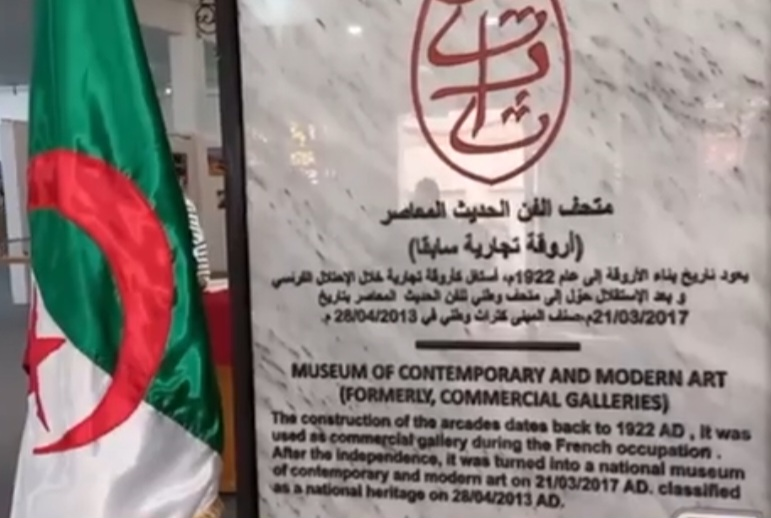
Plaque commémorative de l'inauguration du musée.

Le bâtiment de style haussmannien était à l'origine un grand magasin, les Galeries de France, construit en 1922. Après l'indépendance, le magasin a été rebaptisé les Galeries algériennes. En 2014, le bâtiment est réhabilité pour devenir un musée ; le projet est confié à l'architecte algérien Nadir Tazdait du cabinet Langrand Tazdait Architecture, basé à Paris. En 2013, l'édifice a été classé par la direction de la culture d’Oran sur la liste nationale des Biens culturels protégés.

## Description

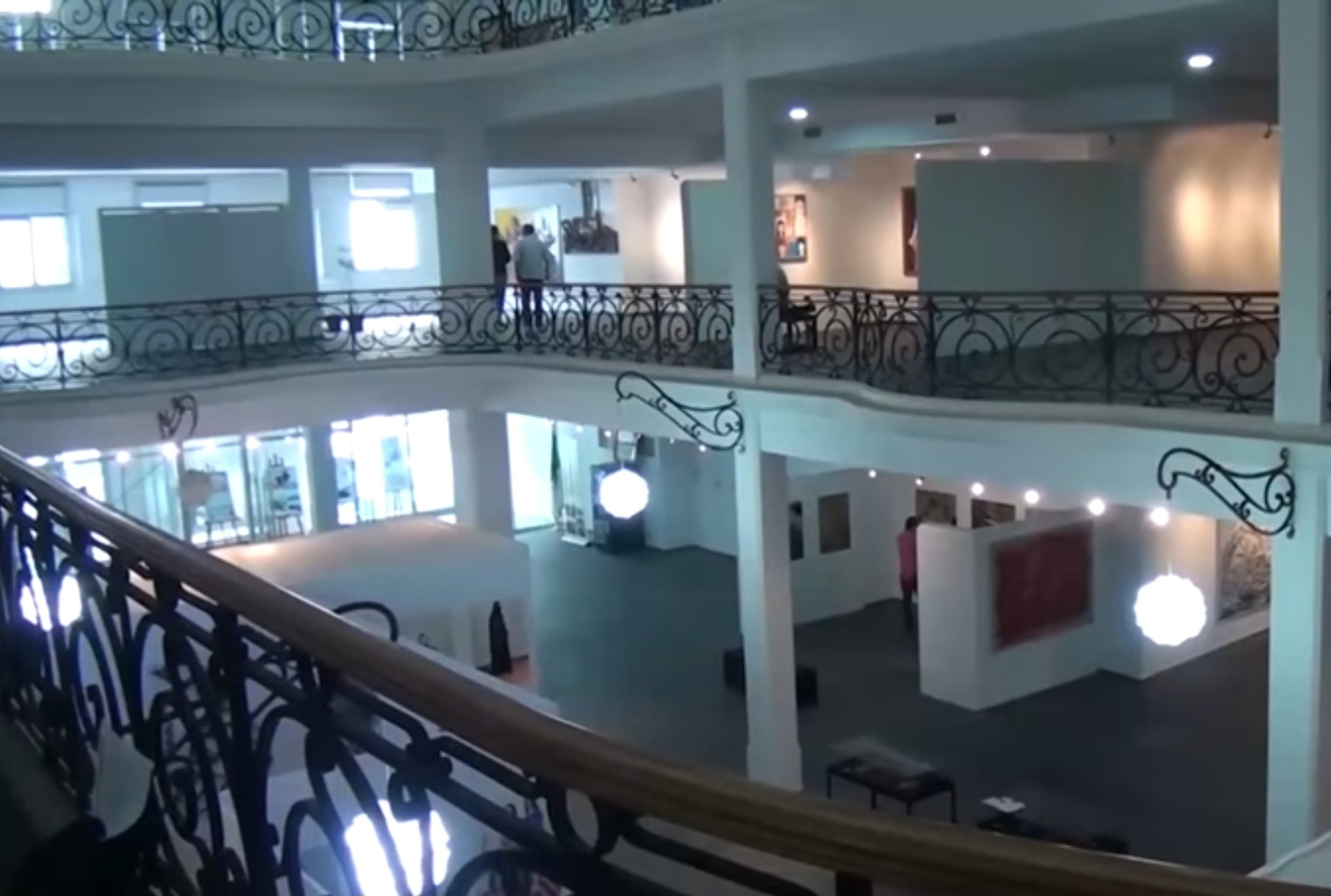
L'intérieur du musée.

Le Musée d'art moderne se situe rue Larbi Ben M'Hidi à Oran. Le MAMO se compose d'un sous-sol, d'un rez-de-chaussée et de 4 étages qui donnent sur un grand atrium. Le sous-sol est réservé pour la conservation des collections. Le rez-de-chaussée est consacré aux expositions permanentes et accueille aussi un atelier pour enfants, une cafétéria et des boutiques. Les trois premiers étages sont consacrés aux expositions temporaires. Quant au dernier étage, il abrite les bureaux de l'administration du musée, une bibliothèque et une terrasse accessible aux visiteurs.

## Collections
Les collections du musée sont riches et variées, composées par achats et donations. On trouve des œuvres de peintres tels que M'hamed Issiakhem, Bachir Yellès, Abdelkader Guermaz, Abdelhalim Hemche, Abdallah Benanteur, Mohammed Khadda, Choukri Mesli, Baya, Leila Ferhat, et Azouaou Mammeri. Ou encore des sculptures de Selka Abdelouahab, Aggad Kader, Mustapha Sedjal et beaucoup d'autres,.
En février 2020, le musée a reçu un don de 11 toiles d’artistes plasticiens algériens. Les tableaux sont l’œuvre d’un groupe de peintres dont Fatima-Zohra Sayah, Fawzia Menaouer, Faiza Tahraoui, Fatima-Zohra Boudekhana, Said Debladji, Mahmoud Taleb, Mustapha Guenaoui, Cherif Belzina, Chawki Zemani, Mourad Belmekkti et Noureddine Kour.
En décembre 2020, le musée a reçu un don de sept toiles des artistes plasticiens algériens Selka Abdelwahab, Hachemi Ameur, Kalouza Mohamed Amine, Cherif Slimane, Halima Salem, Dalila Chemirik et Kaissar Sid Ahmed.
En juillet 2022, le musée a reçu un don de 30 toiles de trente artistes algériens. Ces toiles ont été exposées dans le cadre de l'exposition collective « Le sport, l'art et les artistes aux Jeux méditerranéens d'Oran 30 artistes 60 visions ». Ces artistes sont Noureddine Belhachemi, Mohamed Oulhaci, Adlane Djeffal, Hachemi Ameur, Ahmed Hamidi, Abdelkader Belkhorisset, Saïd Debladji, Abdelkader Mahboub, Hicham Belhamiti, Farouk Abbou, Slimane Cherif, Larbi Maâradji, Djillali Djafer Fekir, Hadj Khero Kassem, Hadjer Mihoub, Amira Bouzar Adel Dib, Amine Karoun, Merouan Djeffal, Ababou Djaoud, Soumia Benhaddou, Salah Tebaïbia, Tadjmahel Mazouz, Djamel Eddine Benchenine, Merine Hadj Abderahmane, Anis Djebli, Moussa Douar, Ismahane Mezouar, Oussama Harrachif et Kef Nemr Abdelouaheb.

## Expositions
- 2017 :
  - Une exposition de calligraphie arabe alliant originalité et modernité de l'artiste Kour Noureddine, organisée du 20 août jusqu'au 10 novembre 2017, avec l'exposition de 71 tableaux où est utilisée la technique d'acrylique et de peinture[8].
  - Une exposition sur le thème « Arts matures » organisée à partir du 27 novembre 2017, qui comporte plus de 100 tableaux de 5 artistes plasticiens de l'Ouest algérien[9].
- 2018 :
  - Une exposition de 88 tableaux, toiles, fresques et une dizaine de sculptures sur bois sur le thème « Colorions l’Algérie dans l’amour et la paix », de l’artiste peintre Taleb Mahmoud, du 6 au 28 février 2018[10].
  - Une exposition collective d’une vingtaine d’artistes peintres organisée à partir du 11 décembre 2018 sans une thématique précise, regroupant Noureddine Belhachemi, Fouzia Menaouar, Saïd Chender, Rachid Talbi[11].
- 2019 :
  - Une exposition consacrée aux femmes photographes sur le thème « Addassat Niswiya » du 8 au 31 mars 2019. Une centaine de photographies prises par des femmes de tous les âges ont été exposées[12].
  - Une exposition d'art plastique intitulée «Gravity3», à partir du 7 juillet 2019 de l’artiste Sadek Rahim, à l’occasion de la fête de l’indépendance, présentant des œuvres éclectiques et d’art contemporain monographique[13],[14].
  - Une exposition intitulée « Baleric musics » du 7 octobre au 7 novembre 2019 d'artistes algériens et espagnols présentant leurs créations d'art contemporain selon différentes techniques et supports, notamment des photographies et des sculptures en marbre, fer et bronze[15].
  - Une exposition collective d'arts plastiques s'est ouverte le 31 octobre 2019 au 30 novembre à l'occasion de la célébration du 64e anniversaire du déclenchement de la guerre de libération nationale. 50 tableaux de peintres algériens aux genres artistiques et tendances variés, ont été exposés au public[16].
  - Une exposition a été ouverte le 16 novembre 2019 sous le thème « Flore et zones » de l'artiste plasticien Mourad Belmekki, qui comporte 35 tableaux représentant le monde floral et de sites féeriques en Algérie et le bassin méditerranéen[17].
  - Une exposition intitulée « J’ai dessiné dans mon rêve une patrie » a été organisée le 28 décembre 2019 dans le cadre du 8e édition du Salon national des arts plastiques avec la participation de 52 artistes peintres et plasticiens algériens ayant exposés près de 160 entre toiles et sculptures représentant diverses écoles artistiques[18].
- 2020 :
  - Une exposition artistique collective ouverte le 18 janvier jusqu'au 2 février 2020 à l'occasion du 37e anniversaire de la fondation de l'Union nationale des arts de la culture (UNAC), avec la participation de 33 artistes plasticiens algériens et qui étale 80 toiles[19].
- 2022 :
  - Une exposition artistique collective ouverte le 26 juin jusqu'au 21 juillet 2022 en marge des Jeux méditerranéens de 2022 sous le titre « Le sport, l'art et les artistes aux Jeux méditerranéens d'Oran 30 artistes 60 visions ». Ayant comme commissaire d'exposition le plasticien et designer Zoubir Hellal et avec la participation de 30 artistes jeunes et anciens. Deux peintures ont été réalisées par chaque artiste dont une par artiste a été offerte au musée. Côté artistes participants, on citera Noureddine Belhachemi, Mohamed Oulhaci, Adlane Djeffal, Hachemi Ameur, Ahmed Hamidi, Abdelkader Belkhorisset, Saïd Debladji, Abdelkader Mahboub, Hicham Belhamiti, Farouk Abbou, Slimane Cherif, Larbi Maâradji, Djillali Djafer Fekir, Hadj Khero Kassem, Hadjer Mihoub, Amira Bouzar, Adel Dib, Amine Karoun, Merouan Djeffal, Ababou Djaoud, Soumia Benhaddou, Salah Tebaïbia, Tadjmahel Mazouz, Djamel Eddine Benchenine, Merine Hadj Abderahmane, Anis Djebli, Moussa Douar, Ismahane Mezouar, Oussama Harrachif et Kef Nemr Abdelouaheb[20].

## Conservateurs
- Bouchra Salhi